# Chapelle Sainte-Brigitte de Grand-Champ
Pour les articles homonymes, voir chapelle Sainte-Brigitte.
La chapelle Sainte-Brigitte de Grand-Champ est une chapelle de l’Église catholique située au lieu-dit Loperhet, sur la commune de Grand-Champ dans le Morbihan en France.

## Historique
La chapelle était initialement dédiée à saint Mathieu.
La chapelle fait l’objet d’un classement au titre des monuments historiques depuis le 28 décembre 1936.

## Architecture
Les murs de la chapelle Sainte-Brigitte sont construits en un solide appareil de granit avec une large corniche sous la toiture.

### La façade sud

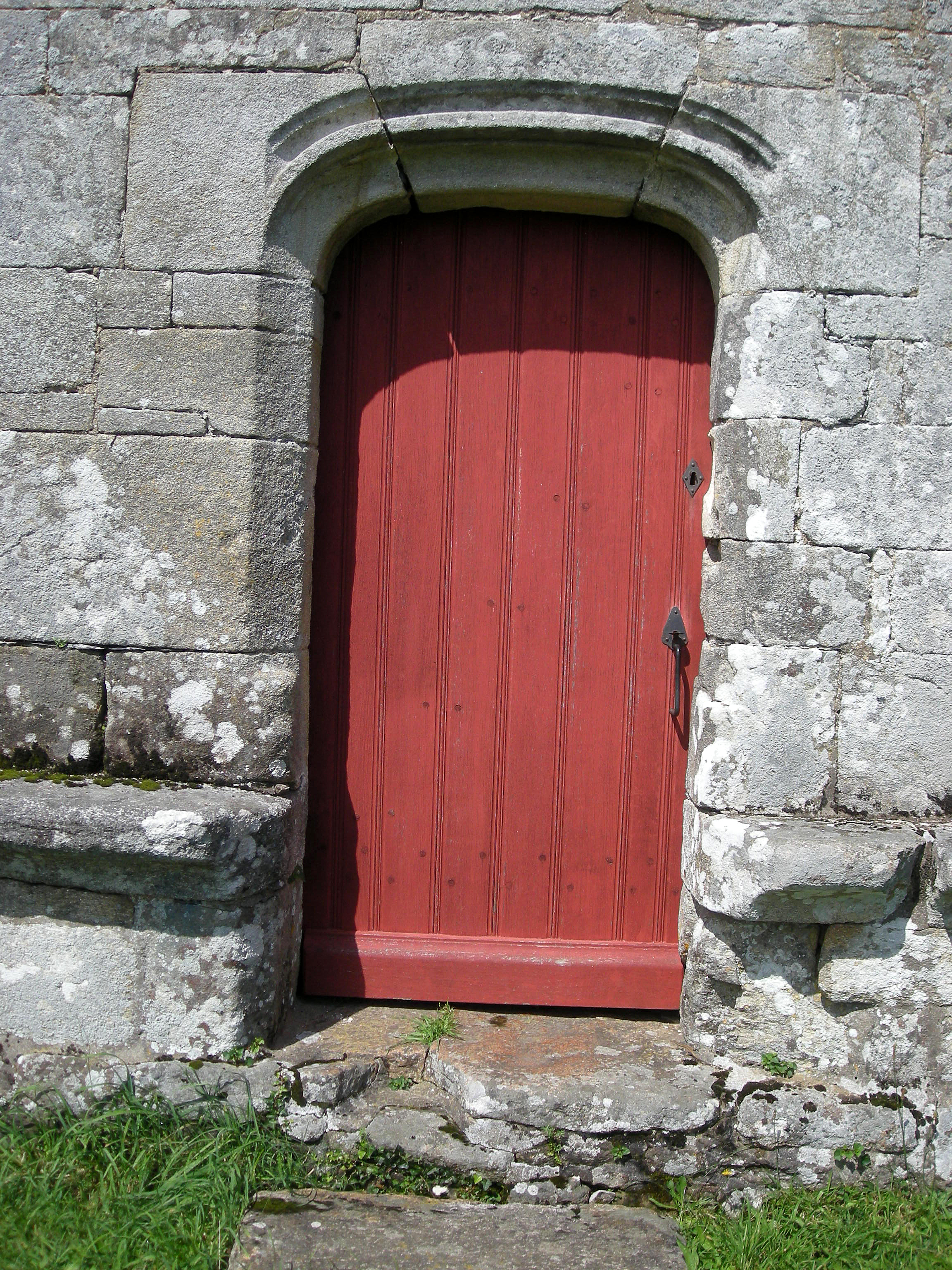
La porte ouest de la façade sud.
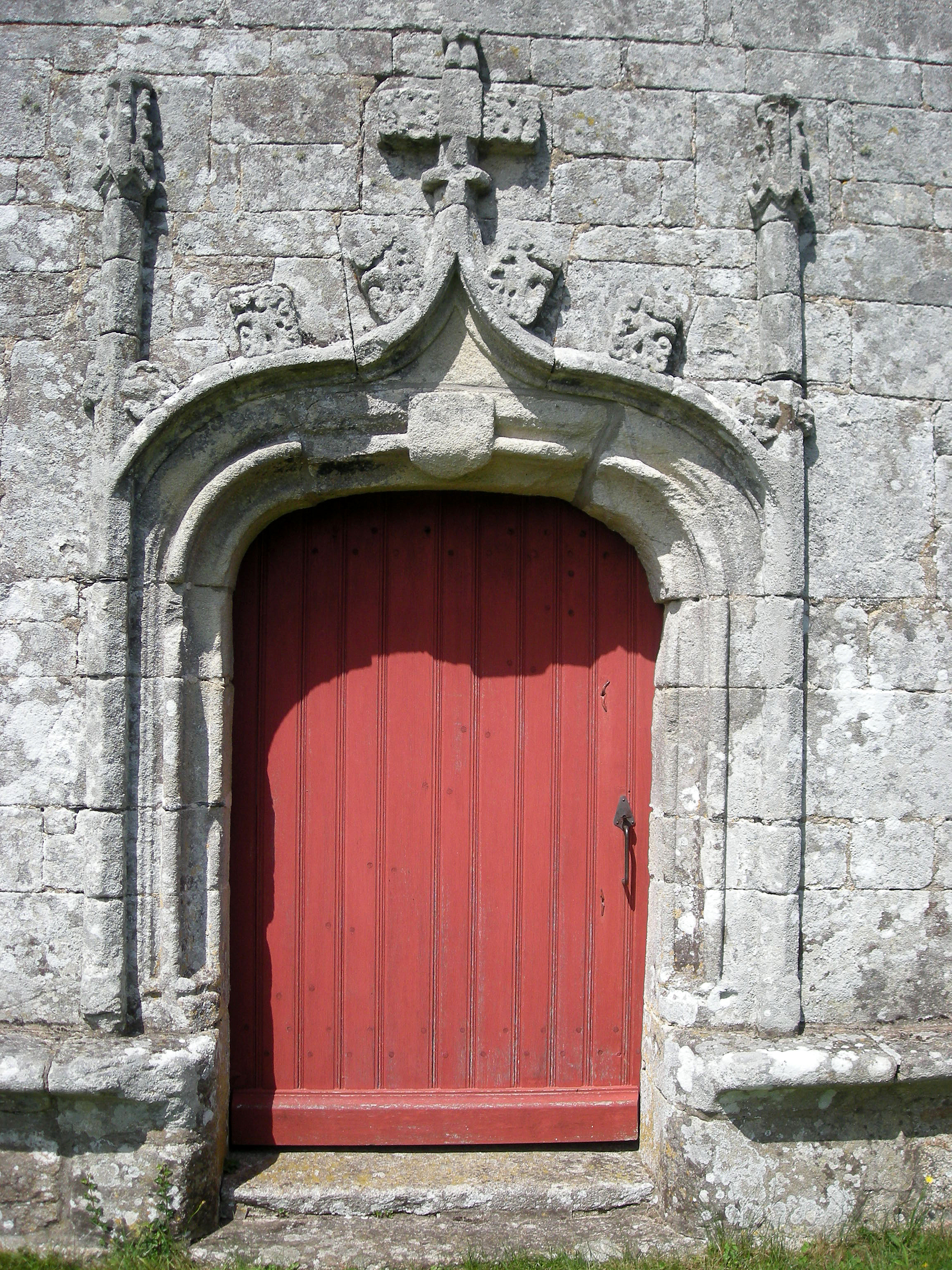
La porte est de la façade sud.

### Le pignon ouest
Le pignon occidental est percé d'un oculus circulaire. Il est surmonté d'un clocheton carré.

### La nef
Le haut de la nef est daté des années 1560 - 1569. La fenêtre de la nef, au sud, est en tiers-point.

### Le chœur
Le chœur possède un chevet à trois pans, œuvre d'un nommé Carteron. Les trois fenêtres du chœur sont en plein cintre.

### La charpente
La chapelle est couverte d'une charpente du XVIe siècle, dont les sablières et les entrains sont sculptés.

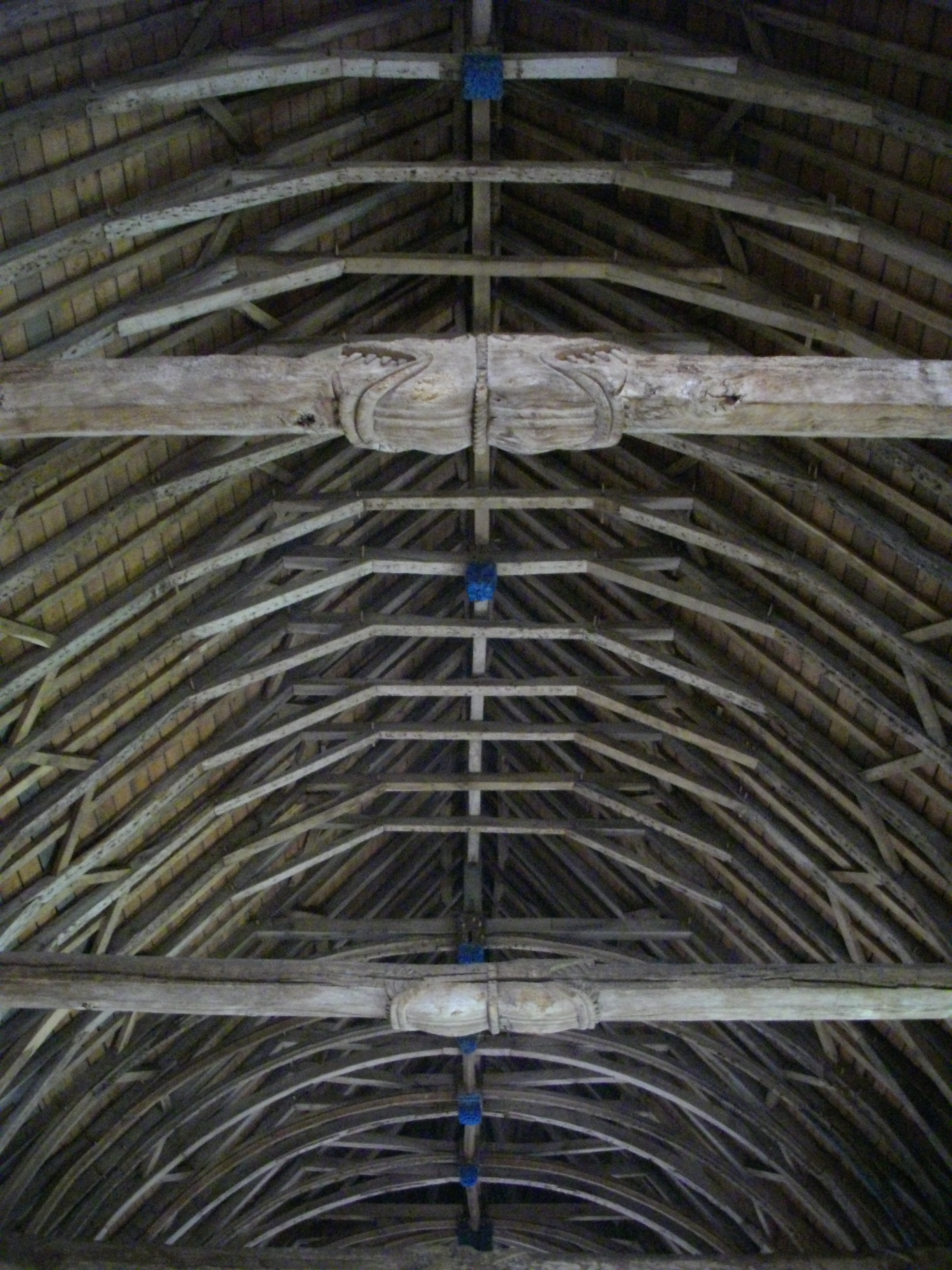
La charpente.
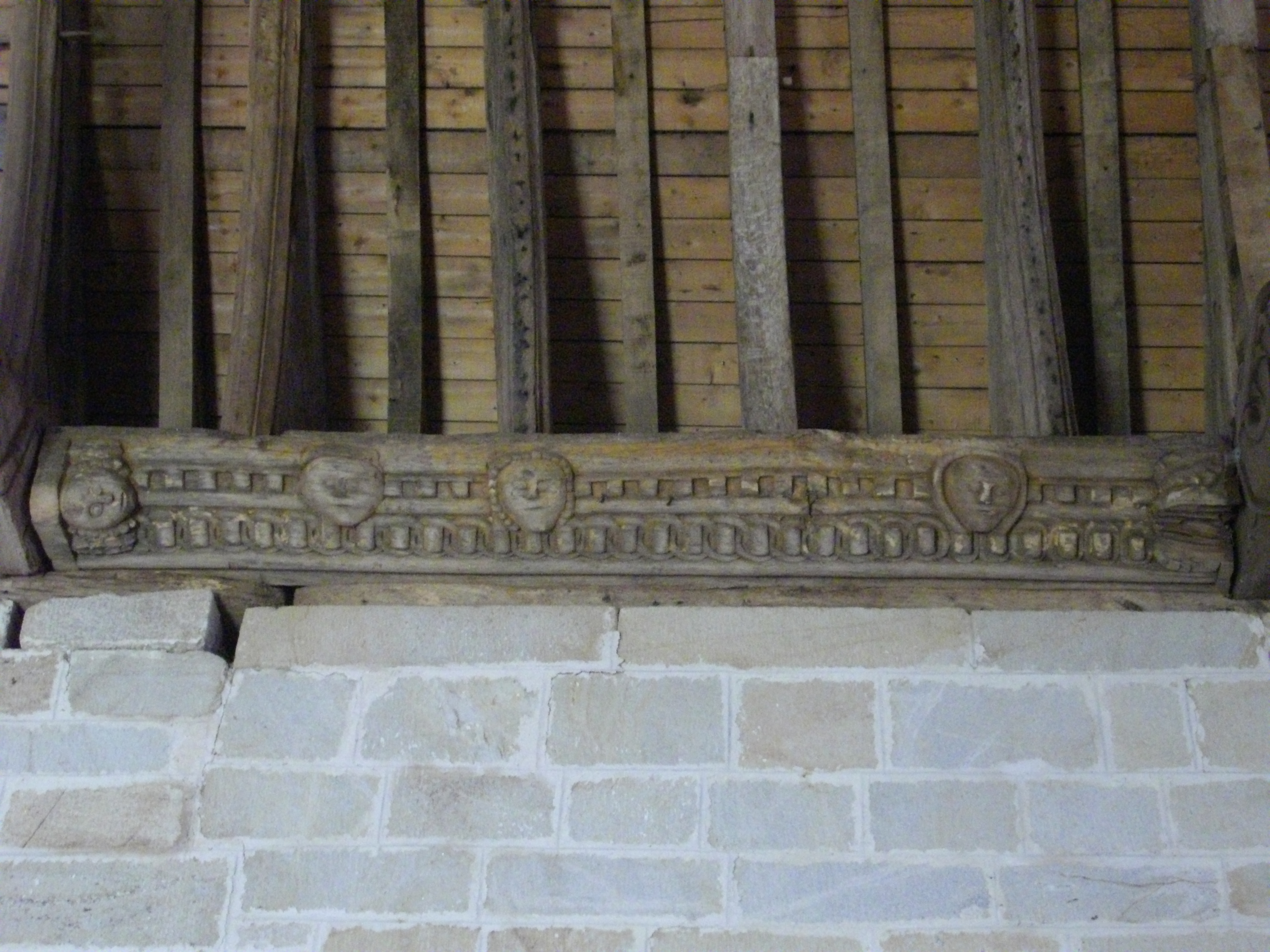
Une sablière.